# Desmodora aucklandiae
Desmodora aucklandiae is een rondwormensoort uit de familie van de Desmodoridae. De wetenschappelijke naam van de soort is voor het eerst geldig gepubliceerd in 1921 door Ditlevsen.